# Седлари (Болгария)
Седлари (болг. Седлари) — село в Болгарии. Находится в Кырджалийской области, входит в общину Момчилград. Население составляет 224 человека.

## Политическая ситуация
В местном кметстве Седлари, в состав которого входит Седлари, должность кмета (старосты) исполняет Йозджан Сали Хюсеин (Движение за права и свободы (ДПС)) по результатам выборов правления кметства.
Кмет (мэр) общины Момчилград — Эрдинч Исмаил Хайрула (Движение за права и свободы (ДПС)) по результатам выборов в правление общины.